# Plantsoenbrug
De Plantsoenbrug is een brug in de Nederlandse stad Groningen over het Reitdiep, nabij het Noorderplantsoen. De brug verbindt de Westersingel en de Leliesingel.
De basculebrug werd gebouwd, in opdracht van Gemeentewerken, naar een ontwerp van architect S.J. Bouma in de stijl van de Delftse School.
Aan de zuidoostkant staat een brugwachtershuisje, op een achtzijdige plattegrond. Het heeft een granieten basement met daarboven open glasgevels tussen bronzen stijlen, onder een eveneens bronzen tentdak. De smeedijzeren leuningen van het beweegbare deel van de brug en het brons voor het brugwachtershuisje werden geleverd door de Ateliers voor Kunstnijverheid Winkelman in Amsterdam.
De brug met het brugwachtershuisje werd in 1995 als rijksmonument opgenomen in het monumentenregister, "vanwege zijn cultuurhistorische en architectuurhistorische waarde vanwege zijn betekenis voor de infrastructuur van de stad Groningen en vanwege de samenhang tussen de afzonderlijke onderdelen."

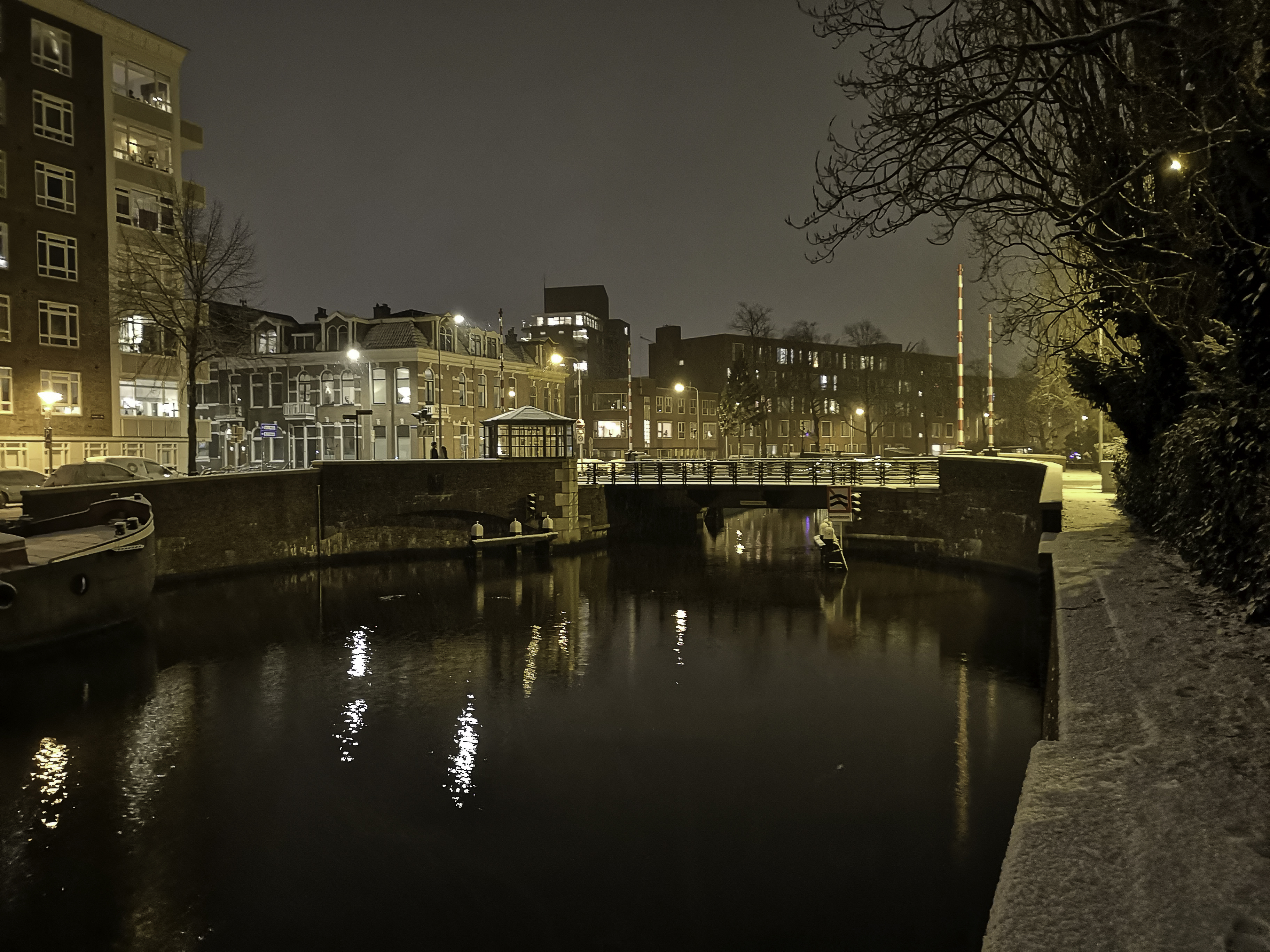
De Plantsoenbrug in de winter